# Alan Patrick (lutador)
Alan Patrick Silva Alves, mais conhecido como Nuguette (Manaus, 9 de julho de 1983), é um lutador brasileiro de artes marciais mistas (MMA) que atualmente compete na categoria peso-leve do Ultimate Fighting Championship.

## Carreira no MMA
Alan Nuguette tem um cartel de doze vitória e uma derrota. Nuguette fez sua estreia no MMA no dia 07 de abril de 2008 contra o lutador brasileiro Bruno Augusto no evento HTJ - Hero's The Jungle 2 e Nuguette venceu nocaute técnico.

### Bitetti Combat
Nuguette lutou na primeira vez no Bitetti Combat no evento de numero 14 contra o brasileiro Kelles Albuquerque Santos no dia 09 de março de 2013 e venceu por decisão unânime.
Alan lutou pela segunda vez no evento pelo cinturão do Bitetti Combat no evento de numero 15 contra o brasileiro Claudiere Freitas e Nuguette venceu por decisão unânime.

### Ultimate Fighting Championship
Alan Nuguette estreou no UFC contra o americano Garett Whiteley no UFC Fight Night: Maia vs. Shields no dia 9 de outubro de 2013, e venceu por nocaute técnico desferindo um belo overhand no queixo de Whiteley aos três minutos e cinquenta e quatro segundos do primeiro round.
Alan enfrentou o experiente canadense John Makdessi em 1 de fevereiro de 2014 no UFC 169. Ele venceu a luta por decisão unânime.
Patrick enfrentaria o iraniano Beneil Dariush em 25 de Outubro de 2014 no UFC 179, porém sofreu uma lesão em que fraturou o maxilar durante os treinos e foi obrigado a se retirar da luta.
Alan enfrentou Mairbek Taisumov em 20 de Junho de 2015 no UFC Fight Night: Jędrzejczyk vs. Penne. Patrick teve sua primeira derrota na carreira ao perder por nocaute técnico no segundo round.

## Cartel no MMA
| Cartel no MMA   |             |            |
| 20 lutas        | 15 vitórias | 4 derrotas |
| Por nocaute     | 4           | 3          |
| Por finalização | 2           | 0          |
| Por decisão     | 9           | 1          |
| No contest      | 1           | 1          |

| Res.    | Cartel   | Oponente                  | Método                                    | Evento                                 | Data       | Round | Tempo | Local              | Notas                                             |
| ------- | -------- | ------------------------- | ----------------------------------------- | -------------------------------------- | ---------- | ----- | ----- | ------------------ | ------------------------------------------------- |
| Derrota | 15-4 (1) | Michael Johnson           | Nocaute (Socos)                           | UFC on ESPN: Blachowicz vs. Rakic      | 14/05/2022 | 2     | 3:22  | Las Vegas, Nevada  |                                                   |
| NC      | 15-3 (1) | Mason Jones               | Sem Resultado (dedada no olho)            | UFC Fight Night: Rozenstruik vs. Sakai | 05/06/2021 | 2     | 2:14  | Las Vegas, Nevada  | Jones acertou uma dedada ilegal no segundo round. |
| Derrota | 15-3     | Bobby Green               | Decisão (unânime)                         | UFC Fight Night: Waterson vs. Hill     | 12/09/2020 | 3     | 5:00  | Las Vegas, Nevada  |                                                   |
| Derrota | 15-2     | Scott Holtzman            | Nocaute (cotoveladas)                     | UFC 229: Khabib vs. McGregor           | 06/10/2018 | 3     | 3:42  | Las Vegas, Nevada  |                                                   |
| Vitória | 15-1     | Damir Hadžović            | Decisão (unânime)                         | UFC Fight Night: Machida vs. Anders    | 03/02/2018 | 3     | 5:00  | Belém              |                                                   |
| Vitória | 14-1     | Stevie Ray                | Decisão (unânime)                         | UFC Fight Night: Cyborg vs. Lansberg   | 24/09/2016 | 3     | 5:00  | Brasília           |                                                   |
| Vitória | 13-1     | Damien Brown              | Decisão (unânime)                         | UFC Fight Night: Hunt vs. Mir          | 19/03/2016 | 3     | 5:00  | Brisbane           |                                                   |
| Derrota | 12-1     | Mairbek Taisumov          | Nocaute Técnico (chute na cabeça e socos) | UFC Fight Night: Jędrzejczyk vs. Penne | 20/06/2015 | 2     | 1:30  | Berlim             |                                                   |
| Vitória | 12-0     | John Makdessi             | Decisão (unânime)                         | UFC 169: Barão vs. Faber II            | 01/02/2014 | 3     | 5:00  | Newark, New Jersey |                                                   |
| Vitória | 11-0     | Garett Whiteley           | Nocaute Técnico (socos)                   | UFC Fight Night: Maia vs. Shields      | 09/10/2013 | 1     | 3:54  | Barueri            | Estreia no UFC.                                   |
| Vitória | 10-0     | Claudiere Freitas         | Decisão (unânime)                         | Bitetti Combat 15                      | 11/05/2013 | 3     | 5:00  | Rio de Janeiro     | Ganhou o Cinturão Peso Leve do Bitetti Combat     |
| Vitória | 9-0      | Kelles Albuquerque Santos | Decisão (unânime)                         | BC - Bitetti Combat 14                 | 09/03/2013 | 3     | 5:00  | Rio de Janeiro     |                                                   |
| Vitória | 8-0      | Murilo Rosa Filho         | Nocaute Técnico (interrupção médica)      | Jungle Fight 49                        | 22/02/2013 | 1     | 5:00  | Rio de Janeiro     |                                                   |
| Vitória | 7-0      | Alan Ferreira             | Nocaute (chute na cabeça)                 | Mr. Cage 7                             | 07/10/2012 | 2     | 3:23  | Manaus             |                                                   |
| Vitória | 6-0      | Michel Silva              | Decisão (unânime)                         | Mr. Cage 4                             | 30/11/2010 | 3     | 5:00  | Manaus             |                                                   |
| Vitória | 5-0      | Andre Batata              | Decisão (unânime)                         | Vision Fight                           | 20/12/2009 | 3     | 5:00  | Boa Vista          |                                                   |
| Vitória | 4-0      | Ronald King               | Decisão (unânime)                         | Vision Fight                           | 20/12/2009 | 3     | 5:00  | Boa Vista          |                                                   |
| Vitória | 3-0      | Augusto Cesar             | Finalização (mata-leão)                   | Samurai da Selva 1                     | 12/12/2008 | 1     | N/A   | Amazonas           |                                                   |
| Vitória | 2-0      | Wagner Henrique           | Finalização (mata-leão)                   | HTJ - Qualifying                       | 20/09/2008 | 1     | 2:47  | Manaus             |                                                   |
| Vitória | 1-0      | Bruno Augusto             | Nocaute Técnico (socos)                   | Hero's The Jungle 2                    | 07/04/2008 | 1     | N/A   | Manaus             |                                                   |